# Puccinia asparagi
Puccinia asparagi är en svampart som beskrevs av DC. 1805. Puccinia asparagi ingår i släktet Puccinia och familjen Pucciniaceae.   Inga underarter finns listade i Catalogue of Life.